# Cégep régional de Lanaudière à L'Assomption
Pour les articles homonymes, voir Assomption (homonymie).

Logo du Cégep régional de Lanaudière

Le Cégep régional de Lanaudière à L'Assomption est l'un des trois collèges (avec celui de Terrebonne et celui de Joliette) constituants du Cégep régional de Lanaudière. Il est situé au 180, rue Dorval à L'Assomption.

## Description
La direction du collège constituant est assurée par Mme Caroline Otis. L'association d'étudiants accréditée se nomme L'Association générale étudiante du Cégep régional de Lanaudière à L'Assomption. L'admission au Cégep régional de Lanaudière à L'Assomption se fait via le Service régional d'admission du Montréal métropolitain (SRAM).
Le collège constituant de L'Assomption est né en juillet 1998 lors de la création du Cégep régional de Lanaudière, sous la ministre de l'Éducation de l'époque, Madame Pauline Marois. Il a été acheté du Collège de l'Assomption (qui offre encore des services éducatifs privés au niveau secondaire), qui, pour sa part, est né en 1832. Cet établissement collégial est reconnu pour avoir accueilli en son sein Ronald Redmond, laurier d'argent du Collège L'Assomption, en tant qu'enseignant en physique.

## Programmes
Le Cégep régional de Lanaudière à L'Assomption est autorisé à offrir plusieurs programmes.

### Programmes préuniversitaires
- Sciences de la nature
- Sciences humaines
  - Profil Administration
  - Profil Monde
  - Profil Innovation sociale
  - Profil Individu
- Arts, lettres et communication
  - Profil Culture et communication artistique (option multidisciplinaire)
  - Profil Communication Web (option Médias)

### Programmes techniques
- Techniques juridiques
- Techniques de comptabilité et de gestion
- Techniques de services financiers et d'assurances
- Techniques d'éducation à l'enfance
- Archives médicales
- Design d'intérieur
- Techniques d'intégration multimédia
- Techniques d'orthèses visuelles

## La vie étudiante
- Association générale étudiante du Cégep régional de Lanaudière à L'Assomption (AGECRLA) : gérer un budget de près de 60 000 $ pour les activités étudiantes
- Comité Les éveilleurs : groupe soucieux d’éveiller les consciences sur différents sujets (culture, environnement, monde, participation citoyenne, etc.)
- Escouade secouriste
- Comité interculturel : étudiants désireux de partager leur culture et de découvrir celles des autres en organisant des activités en danse ou en musique, une foire culinaire, des conférences et plus encore

## La vie sportive
- Les Cyclones
  - Flag-football féminin «collégial A»
  - Soccer extérieur masculin et féminin «collégial AA»
  - Soccer intérieur masculin et féminin «collégial A»
  - Basketball masculin et féminin «collégial AA»
  - Volley-ball mixte «multicollégial»
- Les Triades: équipe régionale de football AA